# Ilhas Molucas
Ilhas Molucas, de Maluco ou Malucas (em Indonésio, Kepulauan Maluku) são um arquipélago da Insulíndia que faz parte da Indonésia, localizado entre Celebes e a Nova Guiné, e a nordeste do arquipélago das Pequenas Ilhas da Sonda. Tectonicamente, eles estão localizados na placa de Halmahera dentro da Zona de Colisão do Mar de Molucas. São limitadas a sul pelo Mar de Arafura, a oeste pelos mares de Banda e das Molucas, a norte pelo Mar das Filipinas e a noroeste pelo Mar de Celebes. Situadas dentro da Wallacea (principalmente a leste da linha biogeográfica de Weber), as Molucas têm sido consideradas uma interseção geográfica e cultural da Ásia e Oceania.
Nos séculos XVI e XVII, as ilhas correspondentes à atual província das Molucas do Norte eram chamadas "Ilhas das Especiarias". Àquela época, a região era a única fornecedora mundial de noz-moscada e cravo-da-índia, especiarias extremamente valorizadas nos mercados europeus, vendidas por mercadores árabes à República de Veneza a preços exorbitantes, com os negociantes a nunca divulgarem a localização exata da origem, pelo que nenhum Europeu conseguia deduzir a sua origem.
Em 1511–1512, os portugueses foram os primeiros Europeus a chegar às Molucas, em procura das afamadas especiarias. Os Holandeses, os Espanhóis e outros reinos locais, como Ternate e Tidore, disputaram o controle do lucrativo comércio de especiarias. As árvores de noz-moscada e cravo-da-Índia foram posteriormente transplantadas no mundo inteiro, o que reduziu a importância internacional da região.
As Ilhas Molucas formavam uma única província desde a independência da Indonésia até 1999, quando foram divididas em duas províncias. Uma nova província, as Molucas Setentrionais, incorpora a área entre Morotai e Sula, com o arquipélago de Buru e Ceram até Wetar permanecendo na província existente de Molucas. As Molucas Setentrionais são predominantemente muçulmanas, e sua capital é Sofifi, na ilha de Halmahera. A província de Molucas tem uma população cristã maior, e sua capital é Amboíno. Embora originalmente melanésias, muitas populações das ilhas, especialmente nas Ilhas Banda, foram massacradas no século XVII durante a Guerra Luso-Holandesa, também conhecida como a Guerra das Especiarias. Um segundo influxo de imigrantes, principalmente de Java, começou no início do século XX sob o domínio holandês e continua na era indonésia, o que também causou muita controvérsia, já que os programas de transmigração são considerados um fator contribuinte para os Conflitos das Molucas.

## Etimologia
A etimologia da palavra Molucas é incerta e tem sido um tema de debate entre muitos especialistas.
A primeira palavra registrada que pode ser identificada com Molucas vem do Nagarakretagama, um tributo javanês antigo de 1365. O Canto 14, estrofe 5, menciona Maloko, que Pigeaud identificou com Ternate ou Molucas.:17:34
Uma teoria sustenta que Molucas vem da frase Moloko Kie Raha ou Moloku Kie Raha. Na língua de Ternate, raha significa "quatro", enquanto kie significa "montanha". Kie raha ou "quatro montanhas" refere-se a Ternate, Tidore, Bachão e Jailolo (o nome Jailolo foi usado no passado para se referir à ilha de Halmaera), todos os quais têm seu kolano (um título local para reis como descrito nos Contos de Panji).
Não está claro o que significa Moloko ou Moloku. Um possível significado é que, na língua de Ternate, Moloko significava "segurar ou agarrar", caso em que Moloko Kie Raha poderia ser entendido como "Confederação das Quatro Montanhas". Outra possibilidade é que a palavra se origine da palavra maloko, que é uma combinação do prefixo ma- e da radical loko nas língua Halmaera Setentrional, que se refere a uma variedade de palavras relacionadas à localização de montanhas, em que Maloko Kie Raha na frase "Ternate se Tidore, Moti se Mara Maloko Kie Raha" significaria "Ternate, Tidore, Moti e Mara, o lugar das quatro montanhas" ou, com a mudança de pronúncia de loko para luku, "Ternate, Tidore, Moti e Mara, o mundo das quatro montanhas".

## Geografia

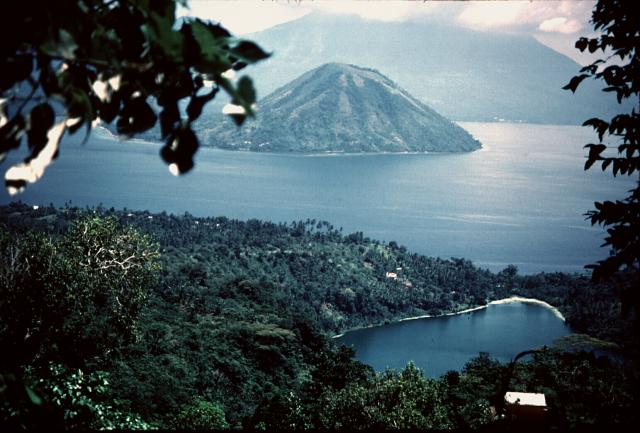
Tidore vista de Ternate

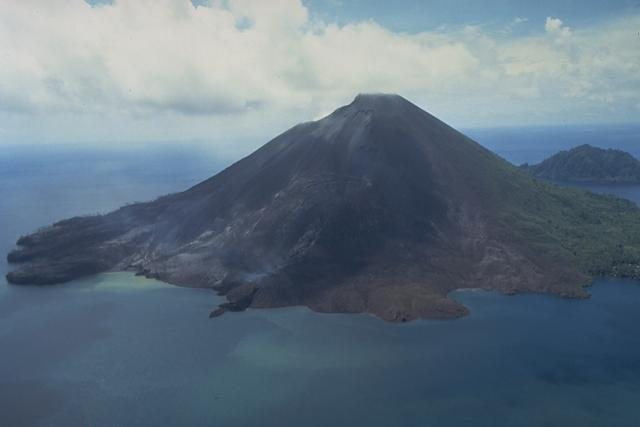
O vulcão de Banda Api, com 640 m de altitude, o mais ativo da cadeia de vulcões do Mar de Banda

As Ilhas Molucas têm uma área total de 850.000 km², sendo 90% dessa área coberta por mar. Estima-se que existam 1.027 ilhas. As duas maiores ilhas, Halmaera e Ceram, são pouco povoadas, enquanto as mais desenvolvidas, Amboíno e Ternate, são pequenas.
A maioria das ilhas é coberta por florestas e montanhas. As Ilhas Tanimbar são secas e montanhosas, enquanto as Ilhas Aru são planas e pantanosas. O Monte Binaiya (3.027 m) em Ceram é a montanha mais alta. Várias ilhas, como Ternate (1.721 m), são vulcões que emergem do mar, com vilarejos situados ao redor de suas costas. Houve mais de 70 erupções vulcânicas graves nos últimos 500 anos e terremotos são comuns.
Geologia
A geologia das Ilhas Molucas compartilha uma história, características e processos semelhantes à região vizinha das Pequenas Ilhas da Sonda. Há uma longa história de estudos geológicos dessas regiões desde os tempos coloniais indonésios; no entanto, a formação e a evolução geológica não são totalmente compreendidas, e as teorias sobre a evolução geológica das ilhas mudaram extensivamente nas últimas décadas. As Ilhas Molucas compreendem algumas das regiões geologicamente mais complexas e ativas do mundo, resultantes de sua posição no ponto de encontro de quatro placas geológicas e dois blocos continentais.
Ecologia
Biogeograficamente, todas as ilhas, exceto o grupo Aru, estão situadas em Wallacea, a região entre a Plataforma de Sunda (parte da placa asiática) e a Plataforma de Arafura (parte do placa australiana). Mais especificamente, elas estão entre a Linha de Weber e a Linha de Lydekker e, portanto, possuem uma fauna que é mais australiana do que asiática. A biodiversidade moluca e sua distribuição são afetadas por várias atividades tectônicas; a maioria das ilhas são geologicamente jovens, com idades variando de 1 milhão a 15 milhões de anos, e nunca estiveram conectadas às massas de terra maiores. As ilhas Molucas diferem de outras áreas da Indonésia; elas contêm algumas das menores ilhas do país, recifes de corais espalhados por alguns dos mares mais profundos do mundo e não possuem grandes ilhas como Java ou Sumatra. A imigração de flora e fauna entre as ilhas é, portanto, restrita, levando a uma alta taxa de biota endêmica evoluindo.
A ecologia das Ilhas Molucas tem fascinado naturalistas por séculos; o livro de Alfred Wallace, O Arquipélago Malaio, foi o primeiro estudo significativo da história natural da área e continua sendo um recurso importante para o estudo da biodiversidade indonésia. Molucas é o tema de dois grandes trabalhos históricos de história natural de Georg Eberhard Rumphius: o Herbarium Amboinense e o Amboinsche Rariteitkamer.
A floresta tropical cobria a maior parte do norte e centro das Molucas, que, nas ilhas menores, foi substituída por plantações, incluindo os cravos e noz-moscada endêmicos da região. As Ilhas Tanimbar e outras ilhas do sudeste são áridas e pouco vegetadas, muito semelhantes à vizinha Timor. Em 1997, o Parque Nacional Manusela foi estabelecido e, em 2004, o Parque Nacional Aketajawe-Lolobata, para a proteção de espécies ameaçadas.
Marsupiais noturnos, como cuscus e bandicutos, representam a maioria das espécies de mamíferos e os mamíferos introduzidos incluem civetas malaiais e porcos selvagens. As espécies de aves incluem aproximadamente 100 endêmicas, com a maior variedade nas grandes ilhas de Halmaera e Ceram. As Molucas Setentrionais tem duas espécies endêmicas de aves-do-paraíso. Unicamente entre as Ilhas Molucas, as Ilhas Aru têm uma fauna puramente papuana, incluindo cangurus, casuares e aves-do-paraíso.
Embora muitos problemas ecológicos afetem tanto pequenas ilhas quanto grandes massas de terra, as pequenas ilhas enfrentam problemas específicos. As pressões de desenvolvimento sobre pequenas ilhas estão aumentando, embora seus efeitos nem sempre sejam antecipados. Embora a Indonésia seja rica em recursos naturais, os recursos das pequenas ilhas das Molucas são limitados e especializados; além disso, os recursos humanos, em particular, são limitados.
Clima
As Ilhas Molucas centrais e meridionais experimentam períodos de monção seca entre outubro e março e úmida de maio a agosto, que é o oposto do restante da Indonésia. A temperatura máxima média durante a monção seca é de 30 °C, enquanto a máxima média durante a monção úmida é de 23 °C. As Molucas Setentrionais tem sua monção úmida de dezembro a março, em linha com o restante da Indonésia. Cada grupo de ilhas tem suas variações climáticas, e as ilhas maiores tendem a ter baixadas costeiras mais secas e suas zonas montanhosas mais úmidas.

## História

### Pré-história
Os australo-melanesios foram os primeiros habitantes das ilhas há pelo menos 40.000 anos, seguidos por uma migração posterior de austronésios por volta de 2000 a.C. Outras descobertas arqueológicas indicam que comerciantes árabes começaram a chegar no século XIV, trazendo o Islã. A conversão ao Islã ocorreu em muitas ilhas, especialmente nos centros de comércio, enquanto o animismo aborígene persistiu nas regiões interiores e ilhas mais isoladas. As evidências arqueológicas aqui baseiam-se em grande parte na presença de dentes de porco, como prova do consumo ou abstinência de carne suína. Restos de expedições majapaítas também foram encontrados em locais orais e arqueológicos. Uma história de Letvuan, na ilha de Kai Kecil, conta sobre um enviado balinês de Gajamada chamado Kasdev, sua esposa Dit Ratngil e oito de seus filhos. Os sítios arqueológicos de tumbas antigas encontrados na Baía de Sorbay, ao sul de Letvuan, parecem apoiar a história, assim como algumas práticas culturais dos Kei de origem balinesa. Outras descobertas arqueológicas nas Ilhas Kei incluem uma estátua de Xiva na ilha de Kei Besar. Outra história oral fala de uma expedição majapaíta ao século XIV para Negeri Ema, na ilha de Amboíno, liderada por uma delegação chefiada por Nyi Mas Kenang Eko Sutarmi e 22 de seus acompanhantes, e um lanceiro tentando formar uma aliança e relação comercial com o líder de Negeri Ema, chamado Kapitan Ading Adang Anaan Tanahatuila. O encontro foi realizado por Malessy Soa Lisa Maitimu; ele, no entanto, não conseguiu um acordo. Como Sutarmi falhou, decidiu permanecer no exílio enquanto seus acompanhantes se estabeleceram e casaram com locais, e seu lanceiro se estabeleceu na costa, mas foi posteriormente morto por tropas de Gunung Maut. As descobertas arqueológicas relacionadas a essa expedição incluem uma fonte de água com símbolos do Sol, lanças e Kulintangs guardadas pela família Maitimu e pelo escritório da vila de Negeri Ema, além de muitas cerâmicas.

### Portugueses

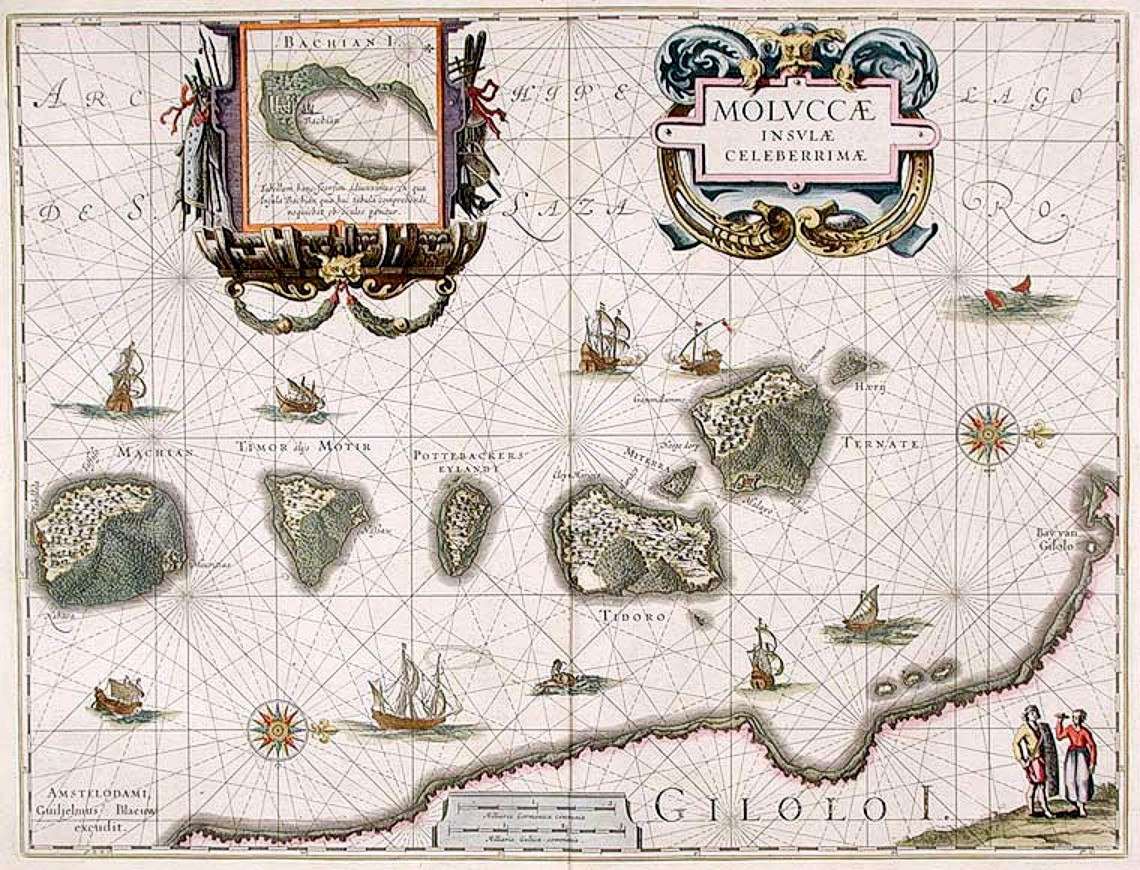
Mapa de Joan Blaeu "Moluccæ Insulæ Celeberrimæ" (As Célebres Ilhas Molucas) de 1613, o primeiro mapa detalhado das Molucas, então controladas pelos holandeses. Mostra florestas, fortes, e está decorado com navios europeus e asiáticos. Ao largo de Ternate, vê-se uma batalha onde os holandeses derrotaram os portugueses

Em agosto de 1511, os portugueses conquistaram a cidade-estado de Malaca. Os efeitos mais significativos da presença portuguesa foram a interrupção e reorganização do comércio no Sudeste Asiático e, no leste da Indonésia — incluindo Molucas — a introdução do cristianismo.
Um diário português notou: "Já se passaram mais de trinta anos desde que se tornaram mouros".
Afonso de Albuquerque soube da rota para as Ilhas Banda e outras 'Ilhas das Especiarias' e enviou uma expedição exploratória de três embarcações sob o comando de António de Abreu, Simão Afonso Bisigudo e Francisco Serrão. Na viagem de volta, Serrão naufragou na ilha de Hitu (norte de Amboíno) em 1512. Lá, estabeleceu laços com o governante local, que ficou impressionado com suas habilidades marciais. Os governantes dos estados insulares concorrentes de Ternate e Tidore também buscaram assistência portuguesa e os recém-chegados foram bem-vindos na área como compradores de suprimentos e especiarias durante uma pausa no comércio regional devido à interrupção temporária das navegações javanesas e malaias para a área após o conflito de 1511 em Malaca. O comércio de especiarias logo se recuperou, mas os portugueses não conseguiram monopolizar ou interromper totalmente esse comércio.

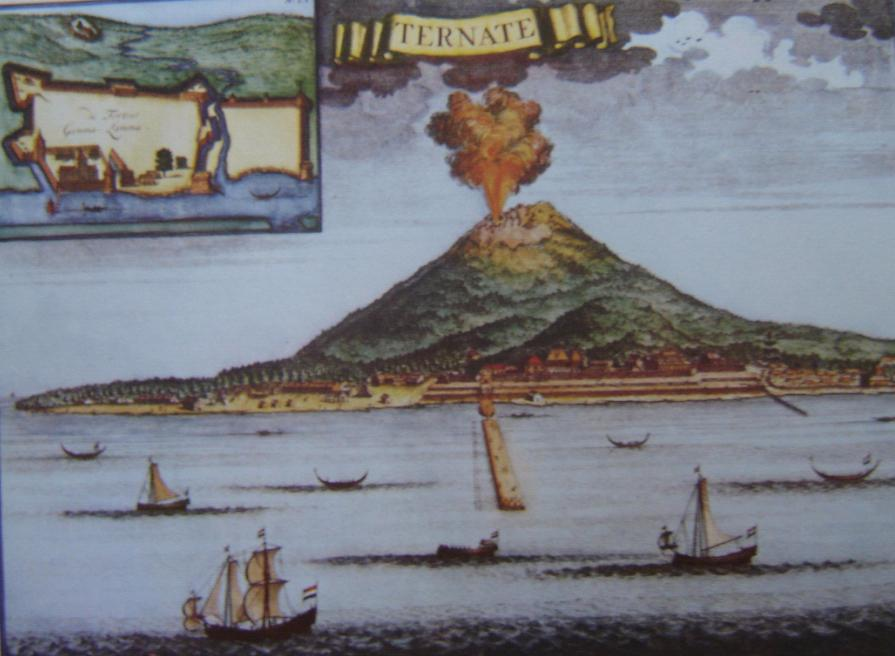
Figura de Ternate realizada supostamente por um ilustrador holandês. No canto é possível ver o Forte de São João Baptista de Ternate, erguido na ilha

Alinhando-se com o governante de Ternate, Serrão construiu uma fortaleza naquela pequena ilha e serviu como chefe de uma banda de mercenários portugueses ao serviço de um dos dois sultões locais em disputa que controlavam a maior parte do comércio de especiarias. Tanto Serrão quanto Fernão de Magalhães pereceram antes de se encontrarem. Os portugueses desembarcaram em Amboíno pela primeira vez em 1513, mas a cidade só se tornou o novo centro para suas atividades em Molucas após a expulsão de Ternate. O poder europeu na região era fraco e Ternate se tornou um estado em expansão, piamente islâmico e anti-europeu; as guerras luso-ternaenses se prolongaram durante os reinados do Sultan Baab Ullah (r. 1570–1583) e seu filho Sultan Saidi Berkat (r. 1583–1606).

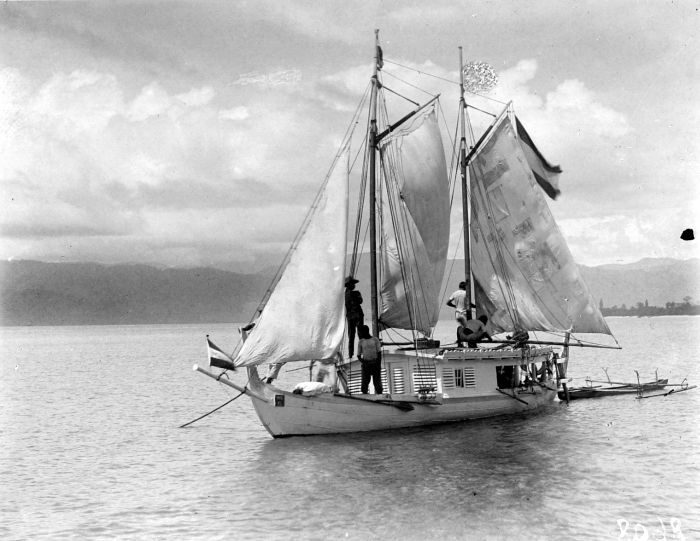
Um orembai, meio de navegação entre as ilhas das Molucas

Após o trabalho missionário português, houve grandes comunidades cristãs no leste da Indonésia até os tempos contemporâneos, o que contribuiu para um senso de interesse compartilhado com os europeus, particularmente entre os amboneses.

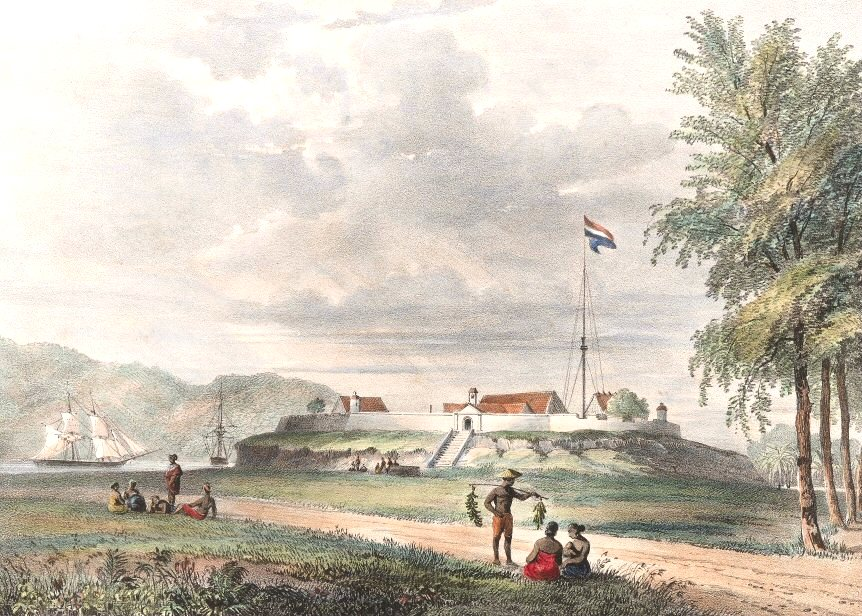
Fort Duurstede em Saparua, 1846

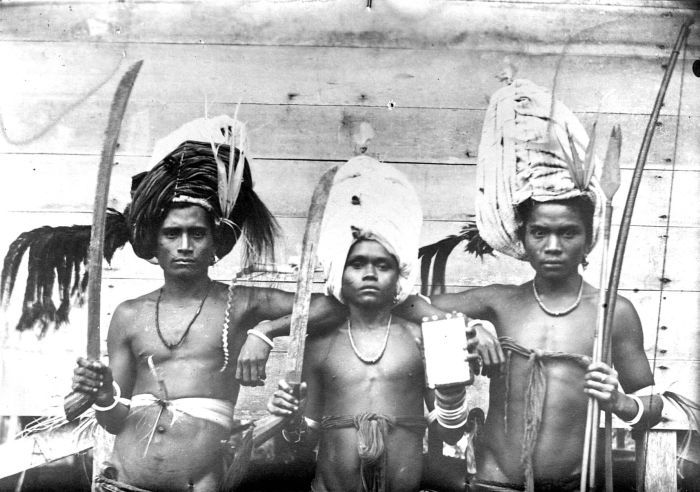
Guerreiros Tanimbares

### Holandeses
Os holandeses chegaram em 1599 e competiram com os portugueses na área pelo comércio. A Companhia Holandesa das Índias Orientais, no decorrer da Guerra Luso-Holandesa, aliou-se ao Sultão de Ternate e conquistou Amboíno e Tidore em 1605, expulsando os portugueses. Um contra-ataque espanhol das Filipinas restaurou o domínio ibérico em partes ao norte das Molucas até 1663. No entanto, os holandeses monopolizaram a produção e o comércio de especiarias através de uma política impiedosa. Isso incluiu a conquista genocida das Ilhas Banda, produtoras de noz-moscada, em 1621, a eliminação dos ingleses em Amboína em 1623 e a subordinação de Ternate e Tidore na década de 1650. Um movimento de resistência anticolonial liderado por um príncipe de Tidore, a Rebelião de Nuku, engolfou grandes partes de Molucas e Papua entre 1780 e 1810 e cooptou os britânicos. Durante as Guerras Revolucionárias Francesas e novamente nas Guerras Napoleônicas, as forças britânicas capturaram as ilhas em 1796–1801 e 1810, respectivamente, e mantiveram-nas até 1817. Nesse período, eles arrancaram muitas das árvores de especiarias para transplante por todo o Império Britânico.

### Após a Independência Indonésia
Com a declaração de uma única república da Indonésia em 1950 para substituir o estado federal, foi declarada uma República das Molucas do Sul (Republik Maluku Selatan) que tentou se separar, liderada por Chris Soumokil (ex-Procurador Geral do estado da Indonésia Oriental) e apoiada pelos membros moluqueses das tropas especiais KNIL, dos Países Baixos. Esse movimento foi derrotado pelo exército indonésio e, por acordo especial com os Países Baixos, as tropas moluquesas foram ordenadas a se deslocar para os Países Baixos. Décadas depois, os descendentes desses soldados moluqueses do KNIL participaram em três instâncias de crises de reféns de 1975 a 1977 para chamar a atenção para sua luta pela independência da República das Molucas do Sul.
Molucas é uma das primeiras províncias da Indonésia, proclamada em 1945 e durou até 1999, quando as Regências de Maluku Utara e Halmahera Tengah foram separados como uma província independente de Molucas Setentrionais. Sua capital era Ternate, em uma pequena ilha a oeste da grande ilha de Halmaera, mas foi transferida para Sofifi, na própria Halmaera. A capital da parte restante da província de Molucas continua sendo Amboíno.

### Conflito Intercomunal 1999–2003
Conflitos religiosos e étnicos eclodiram nas ilhas em janeiro de 1999. Os 18 meses subsequentes foram caracterizados por combates entre grupos locais de muçulmanos e cristãos contra grupos jihadistas de Java e o exército indonésio que os apoiava, levando à destruição de milhares de casas, ao deslocamento de aproximadamente 500.000 pessoas, à perda de milhares de vidas e à segregação de muçulmanos e cristãos.

## Demografia

### População
A população da Província das Molucas em 2020 era de 1.848.923 e a da Província das Molucas Setentrionais era de 1.282.937. Portanto, a população total das Ilhas Molucas como uma região em 2020 era de 3.131.860.

### Grupos Étnicos
Uma longa história de comércio e navegação resultou em um alto grau de ascendência mista entre os molucanos. Os povos austronésios se juntaram à população nativa melanésia por volta de 2000 a.C. As características melanésias são mais fortes nas ilhas Kei e Aru e entre os habitantes do interior das ilhas Ceram e Buru. Posteriormente, além dessa mistura austronésia-melanésia, houve adição de alguns traços indianos e árabes. Os arrivados mais recentes incluem colonos comerciantes Bugis de Celebes e imigrantes javaneses.

### Línguas
Mais de 130 línguas foram faladas nas ilhas no passado; no entanto, muitas agora mudaram para Ternatês e Ambonês, as línguas francas do norte e sul das Molucas, respectivamente.

### Religião
Segundo o censo parcial de 2023, a religião predominante é o Islã, com 61,87% da população se identificando como muçulmana. O Protestantismo é a segunda maior religião, representando 33,40% dos habitantes, enquanto o Catolicismo Romano, com 4,23% da população, também tem uma presença significativa, embora menor em comparação com o Protestantismo e o Islã. As religiões folclóricas, que incluem práticas tradicionais e animistas locais, são seguidas por 0,26% da população. O Hinduísmo e o Budismo têm uma presença muito pequena, com 0,23% e 0,02% da população, respectivamente, enquanto o Confucionismo é ainda menos representado, com apenas 0,005%.

## Administração
| Brasão | Nome                               | Capital | Maior Cidade | População (censo de 2022) | Área km2 | Densidade /km2 (2022) | No. de Cidades | No. de Reg. |
| ------ | ---------------------------------- | ------- | ------------ | ------------------------- | -------- | --------------------- | -------------- | ----------- |
|        | Molucas                            | Amboíno | Amboíno      | 1.881.700                 | 46.158   | 40,76                 | 2              | 9           |
|        | Molucas Setentrionais Maluku Utara | Sofifi  | Ternate      | 1.319.300                 | 32.999   | 39,97                 | 2              | 8           |

## Economia
Os cravos-da-índia e a noz-moscada ainda são cultivados nas Ilhas Molucas, assim como o cacau, o café e diversas frutas. A pesca é uma indústria importante em todas as ilhas, especialmente ao redor de Halmaera e Bachão. As Ilhas Aru se destacam na produção de pérolas, enquanto Ceram exporta lagostas. A extração de madeira é uma indústria significativa nas ilhas maiores, com Ceram produzindo pau-ferro e teca, e o ébano sendo extraído em Buru.